# SMILE ooglaser
SMILE (Small Incision Lenticule Extraction) is een vorm van ooglaserbehandeling, ontwikkeld en gepatenteerd door Carl Zeiss Meditec. Dit is een FDA goedgekeurde ooglaserbehandeling voor myopie en astigmatisme en kan op heden alleen worden uitgevoerd met de femtosecond-laser van Carl Zeiss Meditec. Hypermetropie en presbyond-behandelingen zijn in ontwikkelingsfase. Deze vorm van ooglaser beoogt hetzelfde effect als LASIK en oppervlaktebehandelingen (PRK, LASEK, epiLASIK): het afvlakken van het hoornvlies waardoor myopie en astigmatisme worden weggewerkt. Het grote verschil met LASIK en oppervlaktebehandelingen is dat de laser bij SMILE in het diepe hoornvlies werkt, waardoor er minder hoornvliesvezels worden doorgesneden. Bij een klassieke LASIK-flap is er een snee van 22 millimeter, terwijl dit bij Relex SMILE 2 tot 3 millimeter is. Hierdoor behoudt bij simulaties een hoornvlies bij SMILE laser nadien meer sterkte dan bij vergelijkbare LASIK behandeling. Tevens tonen studies aan dat er hierdoor minder droogte ontstaat, en dat deze minder lang duurt dan bij LASIK.

## Techniek
De femtosecond-laser (Visumax van Carl Zeiss Meditec) lijnt door femtosecond-plasmabubbels een lenticule af in het hoornvlies. Dit gebeurt onder plaatselijke verdoving en is pijnloos. Dit duurt 25 seconden. Daarna zal de chirurg bij de klassieke techniek eerst de bovenste laag van het lentikel losmaken, daarna de onderste laag. Daarna wordt het lentikel verwijderd en wordt gecontroleerd dat het volledig is.

## Resultaten
De uitkomst na SMILE-ooglaser is beter dan PRK en minstens even goed als LASIK, met duidelijk minder droogte en geen flap-complicaties zoals bij LASIK. Tevens zou SMILE een beter zicht 's nachts behouden.

## Mogelijke complicaties
Zoals bij andere vormen van ooglaserbehandelingen is de kans op complicaties laag. Het voornaamste risico is dat er een reststerkte achterblijft en dat die moet worden behandeld. Andere risico's zijn klein: kans op glare en halo's 's nachts, infectie of een ontsteking van de behandelde zone.  De meeste complicaties kunnen worden behandeld zonder dat er verlies is van kwaliteit van zicht.